# 巴氏兔脂鯉
巴氏兔脂鯉，為輻鰭魚綱脂鯉目脂鯉亞目上口脂鯉科的其中一個種，分布於南美洲法屬圭亞那的沿岸淡水流域，體長可達10.5公分，棲息在植被生長茂密的水域，生活習性不明。